# Лерц
Лерц (њем. Lärz) општина је у њемачкој савезној држави Мекленбург-Западна Померанија. Једно је од 60 општинских средишта округа Мириц. Према процјени из 2010. у општини је живјело 546 становника. Посједује регионалну шифру (AGS) 13056036.

## Географски и демографски подаци
Лерц се налази у савезној држави Мекленбург-Западна Померанија у округу Мириц. Општина се налази на надморској висини од 66 метара. Површина општине износи 43,1 km². У самом мјесту је, према процјени из 2010. године, живјело 546 становника. Просјечна густина становништва износи 13 становника/km².